# Peti saziv Hrvatskog sabora
| ██ HDZ (66) ██ HSS (10) ██ HSU (3) ██ HSLS (2) ██ SDAH (1) ██ SDP (34) ██ HNS (10) ██ HSP (8) | ██ IDS (4) ██ LIBRA (3) ██ SDSS (3) ██ LS (2) ██ DC (1) ██ HDSS (1) ██ PGS (1) ██ Nezavisni zastupnici (3) |

Peti saziv Hrvatskog sabora konstituiran je 22. prosinca 2003. godine, kada su mandatima raspolagala 152 zastupnika. 12. listopada 2007. godine Hrvatski sabor donio je jednoglasno odluku o svome raspuštanju. Na dan raspuštanja Sabora, mandatima je raspolagalo 15 političkih stranaka i 12 nezavisnih zastupnika, među kojima je osam predstavnika nacionalnih manjina. Najvećim brojem mandata raspolagao je HDZ (63), SDP (30), HNS (11), HSS (9), HSP (5), IDS (4), po mandat su imali HDSSB, HSLS, HSU, SDSS, DC, MDS, PGS, SBHS i SDA HR. 

## Predsjednik, potpredsjednici, tajnik
Dužnost predsjednika Hrvatskog sabora u petom sazivu obnašao je Vladimir Šeks. 
Potpredsjednici Hrvatskoga sabora bili su: 
- Luka Bebić (HDZ),
- Darko Milinović (HDZ),
- Đurđa Adlešič (HSLS),
- Mato Arlović (SDP),
- Vesna Pusić (HNS).

Dužnost tajnika Hrvatskog sabora obnašao je Josip Sesar.

## Zastupnici u petom sazivu
- Adam, Jene
- Adlešič, Đurđa
- Ahel, Irena
- Antešić, Zdenko
- Antičević-Marinović, Ingrid
- Antunović, Željka
- Arapović, Franjo
- Arlović, mr. sc. Mato
- Babić Petričević, Zdenka
- Bačić, Stjepan
- Bagarić, Anto
- Bagarić, mr.sc. Ivan
- Bajt, Marija
- Banac, dr.sc. Ivo
- Bebić, Luka
- Bekavac, Marijan
- Bitunjac, Jure
- Boras, Florijan
- Bošnjaković, Dražen
- Brdarić, Ljubica
- Brnadić, Mirjana
- Bućan, mr.sc. Kajo
- Bukić, Perica
- Čačija, Miroslav
- Caparin, Karmela
- Čehok, dr. sc. Ivan
- Červar, Lino
- Čikeš, Lucija
- Ćosić, dr.sc. Krešimir
- Crkvenac, dr.sc. Mato
- Čuhnil, mr. sc. Zdenka
- Čuljak, Tomislav
- Đakić, Josip
- Đapić, Anto
- Didović, Mirjana
- Dorić, dr.sc. Miljenko
- Drandić, Valter
- Drmić, Ivan
- Ferenčak, Srećko
- Filipović, Mirko
- Fiolić, Stjepan
- Gajica, Ratko
- Gavran, Mato
- Glavaš, Branimir
- Hebrang, Andrija
- Herman, dr. sc. Vilim
- Hrelja, Silvano
- Ivaniš, mr. sc. Nikola
- Ivas, Rade
- Jandroković, Gordan
- Jarnjak, Ivan
- Jelkovac, mr.sc. Vlado
- Josipović, dr.sc. Ivo
- Jukić, Vlado
- Jurčić, dr.sc. Ljubo
- Jurjević, mr. sc. Marin
- Jurkin, Ivan
- Kajin, Damir
- Kapraljević, Antun
- Klem, Ivica
- Kolar, Ivan
- Koračević, Zlatko
- Korenika, Miroslav
- Košiša Čičin-Šain, Alenka
- Kovačević, Pero
- Kozina, Stjepan
- Kramarić, dr. sc. Zlatko
- Kurečić, Vladimir
- Kurtov, Željko
- Lalić, Ljubica
- Ledinski, Željko
- Leko, Josip
- Lelić, Ruža
- Lesar, Dragutin
- Letica, dr.sc. Slaven
- Linić, Slavko
- Lončar, Ivo
- Lučin, Šime
- Lugarić, Marija
- Majdenić, Nevenka
- Mak, Nikola
- Marasović, Jakša
- Markov, Ante
- Markovinović, Krunoslav
- Martić, Jagoda
- Martinčević, Jagoda Majska
- Matušić, Frano
- Meden, Milan
- Milinović, Darko
- Mimica, mr.sc. Neven
- Mlinarić, Marijan
- Mlinarić, Petar
- Mršić, Zvonimir
- Nenadić, Željko
- Nenadić, Živko
- Opačić, Milanka
- Pančić, Ivica
- Pankretić, mr.sc. Božidar
- Pasecky, Branimir
- Pavičić Vukičević, Jelena
- Pavlic, Željko
- Pecek, Željko
- Perman, Biserka
- Peronja, Kruno
- Peruško, Anton
- Pešić-Bukovac, Dorotea
- Picula, Tonino
- Pleša, Velimir
- Poropat, Valter
- Posavec Krivec, Ivana
- Prtenjača, Šime
- Pukleš, Dragutin
- Pupovac, dr.sc. Milorad
- Pusić, dr. sc. Vesna
- Račan, Ivica (umro)
- Radin, dr. sc. Furio
- Radoš, Jozo
- Rebić, Niko
- Roić, Luka
- Roksandić, Ivanka
- Rožić, mr. sc. Miroslav
- Sabati, dr.sc. Zvonimir
- Šeks, Vladimir
- Selem, dr.sc. Petar
- Sesvečan, Damir
- Širac, mr.sc. Marko
- Šišljagić, mr.sc. Vladimir
- Škare Ožbolt, Vesna
- Škulić, Vesna
- Sobol, Gordana
- Sočković, Zdravko
- Šolić, Božica
- Sopčić, Nikola
- Stanimirović, Vojislav
- Stazić, Nenad
- Štengl, Vladimir
- Sučec-Trakoštanec, Ivana
- Tadić, dr.sc. Tonči
- Tanković, dr.sc. Šemso
- Tomašić, Ruža
- Tomić, Tomislav
- Tomljanović, Emil
- Topić, Jozo
- Trgovčević, Pejo
- Turić, dr.sc. Marko
- Vidović, Davorko
- Vučić, Ivan
- Vujić, dr.sc. Antun
- Vuljanić, Nikola
- Zgrebec, Dragica
- Zubović, Mario
- Žužul, Miomir

## Zastupnici Sabora prema stranačkoj pripadnosti i broju mandata
| Naziv stranke                                       | Stranačkih zastupnika | Nestranačkih zastupnika |
| --------------------------------------------------- | --------------------- | ----------------------- |
| Demokratski centar (DC)                             | 1                     | *                       |
| Hrvatska demokratska zajednica (HDZ)                | 63                    | *                       |
| Hrvatska narodna stranka- liberalni demokrati (HNS) | 11                    | *                       |
| Hrvatska seljačka stranka (HSS)                     | 9                     | *                       |
| Hrvatska socijalno-liberalna stranka (HSLS)         | 3                     | *                       |
| Hrvatska stranka prava (HSP)                        | 7                     | *                       |
| Hrvatska stranka umirovljenika (HSU)                | 3                     | *                       |
| Istarski demokratski sabor (IDS)                    | 4                     | *                       |
| Međimurski demokratski savez (MDS)                  | 1                     | *                       |
| Primorsko-goranski savez (PGS)                      | 1                     | *                       |
| Samostalna demokratska srpska stranka (SDSS)        | 3                     |                         |
| Slavonsko-baranjska hrvatska stranka (SBHS)         | 1                     | *                       |
| Socijaldemokratska partija Hrvatske (SDP)           | 30                    | 3                       |
| Stranka demokratske akcije Hrvatske (SDA HR)        | 1                     | *                       |
| Nezavisni zastupnici                                | 10                    | *                       |